# Каршинка
Каршинка — река в России, протекает по Ачитскому муниципальному округу Свердловской области. Устье реки находится в 13 км по правому берегу реки Ут. Длина реки составляет 13 км.
Населённые пункты на Каршинке: Русские Карши, Давыдкова, Кочкильда, Марийские Карши.

## Данные водного реестра
По данным государственного водного реестра России относится к Камскому бассейновому округу, водохозяйственный участок реки — Уфа от Нязепетровского гидроузла до Павловского гидроузла, без реки Ай, речной подбассейн реки — Белая. Речной бассейн реки — Кама.
Код объекта в государственном водном реестре — 10010201112111100021312.